# Trumpismo

Bandera de los Estados Unidos con el lema «Make America Great Again», una de las principales pociones ideológicas del trumpismo.

Logotipo de campaña de Donald Trump en las elecciones presidenciales de 2016.

El trumpismo es un movimiento político personalista de derecha radical, surgido en el Partido Republicano en el año 2015. En un inicio el trumpismo se configuraba como un movimiento político, que apoyaba la candidatura de Trump a liderar el Partido Republicano y sus postulados ideológicos nacionalistas, antiprogresistas y populistas. Actualmente ha tomado forma de una proto-ideología en sí misma, glorificando el estilo de gobierno y las políticas de Donald Trump durante sus dos presidencias. El trumpismo presenta aspectos del conservadurismo, paleoconservadurismo, neonacionalismo y el populismo de derecha, que además suele ser incluido dentro de los movimientos que promueven una democracia iliberal.
Los términos exactos de lo que constituye el trumpismo son controvertidos y lo suficientemente complejos como para desbordar cualquier marco de análisis único; se le ha llamado una variante política estadounidense de la extrema derecha, y el sentimiento nacional-populista y neonacionalista visto en múltiples naciones de todo el mundo desde finales de la década de 2010 hasta principios de la década de 2020. Aunque no se limitan estrictamente a ningún partido, los partidarios de Trump se convirtieron en una facción significativa del Partido Republicano de Estados Unidos, siendo el resto de los espacios políticos caracterizados a menudo como "establishment" en contraste. Algunos republicanos se convirtieron en miembros del movimiento Never Trump, y otros abandonaron el partido en señal de protesta.
Algunos comentaristas han rechazado la designación populista para el trumpismo y lo ven en cambio como parte de una tendencia hacia una nueva forma de fascismo, con algunos refiriéndose a él como explícitamente fascista y otros como autoritario y antiliberal. Otros lo han identificado más suavemente como una versión ligera específica del fascismo en los Estados Unidos. Algunos historiadores, incluidos muchos de los que utilizan una clasificación del tipo nuevo fascismo, escriben sobre los peligros de las comparaciones directas con los regímenes fascistas europeos de la década de 1930, afirmando que, aunque hay paralelismos, también hay importantes diferencias para su criterio.
La etiqueta trumpismo se ha aplicado a movimientos nacional-conservadores y nacional-populistas en otras democracias occidentales, y muchos políticos fuera de Estados Unidos han sido etiquetados como aliados incondicionales de Trump o del trumpismo, o incluso como el equivalente de su país a Trump, por diversas agencias de noticias; entre ellos están Santiago Abascal, Shinzo Abe, Silvio Berlusconi, Jair Bolsonaro, Isabel Díaz Ayuso, Horacio Cartes, Juan Orlando Hernández, Rodrigo Duterte, Recep Tayyip Erdoğan, Nigel Farage, Pauline Hanson, Hong Joon-pyo, Boris Johnson, Jarosław Kaczyński, José Antonio Kast, Marine Le Pen, Narendra Modi, Benjamín Netanyahu, Nayib Bukele, Javier Milei, Victoria Villarruel, Viktor Orbán, Clive Palmer, Najib Razak, Eduardo Verastegui, Matteo Salvini y Geert Wilders.

## Ideología
El trumpismo comenzó su desarrollo predominantemente en la campaña presidencial de 2016 de Trump. Denota un método político populista que sugiere respuestas nacionalistas a complejos problemas políticos, económicos y sociales. Intenta movilizar a los marginados de la creciente desigualdad social, con una oposición declarada al establishment. Ideológicamente, tiene un acento populista de derecha. El trumpismo se diferencia del republicanismo clásico de Abraham Lincoln en muchos aspectos, con respecto al libre comercio, la inmigración, la igualdad, los controles y equilibrios en el gobierno federal y la separación iglesia-estado. Peter J. Katzenstein, del WZB Berlin Social Science Center, cree que el trumpismo se basa en tres pilares: nacionalismo, religión y raza.

## Contenido
En términos de política exterior en el sentido de «America first» (Estados Unidos primero en español) de Trump, se prefiere una política unilateral a la multilateral y se enfatizan particularmente los intereses nacionales, especialmente en el contexto de los tratados económicos y las obligaciones de las alianzas. Trump ha mostrado un relativo desdén por Canadá, así como por los socios transatlánticos (la OTAN y la Unión Europea), quienes han sido considerados los aliados más importantes de Estados Unidos hasta ahora. Otra característica de la política exterior es la simpatía por los gobernantes autocráticos, especialmente por el presidente ruso Vladímir Putin, a quien Trump a menudo elogiaba incluso antes de asumir el cargo y durante la Cumbre Estados Unidos-Rusia de 2018.
En términos de política económica, el trumpismo promete nuevos empleos y más inversión nacional. La línea dura de Trump contra los excedentes de exportación de los socios comerciales estadounidenses ha llevado a una situación tensa en 2018 con aranceles punitivos mutuamente impuestos entre Estados Unidos, por un lado, y la Unión Europea y China, por el otro. Trump se asegura el apoyo de su base política con una política que enfatiza fuertemente el nacionalismo, el antielitismo y la crítica a la globalización.

## Retórica
Retóricamente, el trumpismo emplea marcos absolutistas y narrativas de amenaza, caracterizadas por un rechazo del establishment. La retórica absolutista enfatiza los límites no negociables y la indignación moral por su supuesta violación. El patrón retórico dentro del mitin de Trump es común para los movimientos autoritarios. Primero, provoque una sensación de depresión, humillación y victimización. En segundo lugar, identifique vívidamente al enemigo que causa este estado de cosas y promueva teorías de conspiración paranoicas para inflamar emociones de miedo e ira. Después de recorrer estos dos primeros patrones entre la multitud, el mensaje final es una liberación catártica de energía reprimida por la multitud: la salvación está cerca, porque hay un líder poderoso que hará que la nación vuelva a su gloria anterior. Este patrón de tres partes fue identificado por primera vez en 1932 por Roger Money-Kyrle y más tarde publicó sus hallazgos en su "Psychology of Propaganda". Los informes sobre la dinámica de masas de los mítines trumpistas han documentado detalles de las expresiones del patrón y el arte escénico asociado, comparando la dinámica simbiótica de agradar al público con la del estilo de entretenimiento deportivo de eventos en los que Trump estuvo involucrado desde la década de 1980. Algunos académicos señalan que la narrativa sobre la psicología de tales multitudes común en la prensa popular es una repetición de una teoría del siglo XIX de Gustave Le Bon, quien describió una especie de contagio colectivo que une a una multitud en un frenesí casi religioso, reduce a los miembros a niveles de conciencia casi subhumanos. amenaza y anarquía. la narrativa despersonaliza a los partidarios, la crítica es que los posibles defensores de la democracia liberal eluden simultáneamente la responsabilidad de investigar las quejas y, al mismo tiempo, politiza a la población entre el ellos y nosotros enmarcando en el antiliberalismo.
La retórica absolutista empleada favorece en gran medida la reacción de la multitud sobre la veracidad con un gran número de declaraciones falsas o al menos engañosas que Trump presenta como hechos. Por ejemplo, en su discurso de aceptación de su nominación como candidato presidencial republicano el 27 de agosto de 2020, Trump afirmó que aprobó Veterans Choice, cuando en realidad Barack Obama firmó la ley en 2014; o afirmó que los demócratas querían abrir fronteras, lo que también se ha disputado.

## Psicología social
La investigación de la psicología social sobre el movimiento Trump, como la de Robert A. Altemeyer, Thomas Pettigrew y Karen Stenner, considera que el movimiento Trump está impulsado principalmente por las predisposiciones psicológicas de sus seguidores. Altemeyer y otros investigadores como Pettigrew enfatizan que no se afirma que estos factores brinden una explicación completa. Obviamente, están involucrados factores políticos e históricos importantes, como los ya mencionados. En un libro no académico en coautoría con John Dean titulado Pesadilla autoritaria: Trump y sus seguidores, Altemeyer describe una investigación que demuestra que los seguidores de Trump tienen una preferencia distintiva por órdenes sociales fuertemente jerárquicos y etnocéntricos que favorecen a su grupo. 
A pesar de creencias e ideologías dispares e inconsistentes, una coalición de tales seguidores puede volverse cohesionada y amplia en parte porque cada individuo "compartimenta" sus pensamientos y es libre de definir su sentido del grupo indígena amenazado en sus propios términos, ya sea que estén relacionados predominantemente con sus puntos de vista religiosos (por ejemplo, el misterio del apoyo evangélico a Trump), nacionalismo (por ejemplo, el lema Make America Great Again), o su raza (manteniendo una mayoría blanca).
Altemeyer, Macwilliams, Feldman, Choma, Hancock, Van Assche y Pettigrew afirman que en lugar de intentar medir directamente tales puntos de vista ideológicos, raciales o políticos, los partidarios de tales movimientos pueden predecirse de manera confiable usando dos escalas de psicología social (individualmente o en combinación), a saber, la medida del autoritarismo de derecha (RWA, por sus iniciales en inglés) y aquellas similares desarrolladas en la década de 1980 por Altemeyer y otros investigadores de personalidad autoritaria, y la escala de orientación a la dominancia social (SDO) desarrollada en la década de 1990 por los teóricos del dominio social. En mayo de 2019, Altemeyer probó empíricamente su hipótesis en colaboración con el Instituto de Encuestas de la Universidad de Monmouth, que realizó un estudio empleando las medidas SDO y RWA y descubrió que la orientación al dominio social y la afinidad por el liderazgo autoritario están de hecho altamente correlacionadas con los seguidores del trumpismo.
La perspectiva de Altemeyer y el uso de una escala autoritaria y SDO para identificar a los seguidores de Trump no es infrecuente. Su estudio fue una confirmación adicional de los estudios mencionados anteriormente discutidos en MacWilliams (2016), Feldman (2020), Choma y Hancock (2017) y Van Assche & Pettigrew (2016). La investigación no implica que los seguidores siempre se comporten de manera autoritaria; la expresión es contingente, lo que significa que hay una influencia reducida si no es provocada por el miedo y la amenaza. La investigación es global y técnicas de psicología social similares para analizar el trumpismo han demostrado su eficacia para identificar a los partidarios de movimientos similares en Europa, incluidos los de Bélgica y Francia (Swyngedouw & Giles, 2007; Lubbers & Scheepers, 2002; Van Hiel, 2012; Van Hiel & Mervielde, 2002), los Países Bajos (Cornelis & Van Hiel, 2014) e Italia (Leone, Desimoni & Chirumbolo, 2014).

## Recepción
El historiador estadounidense Robert Paxton plantea la cuestión de si el trumpismo es fascismo. Paxton evalúa que, en cambio, está más cerca de una plutocracia, un gobierno de una élite adinerada. El profesor de sociología Dylan John Riley califica al trumpismo de «patrimonialismo neobonapartista». El historiador británico Roger Griffin considera que la definición de fascismo no se cumple ya que Trump no cuestiona la política de Estados Unidos ni quiere abolir sus instituciones democráticas.
El historiador argentino Federico Finchelstein analiza importantes intersecciones entre el peronismo y el trumpismo, ya que se percibe un desprecio por el sistema político contemporáneo (tanto en el ámbito de la política interior como en el exterior). El historiador estadounidense Christopher Browning considera que las consecuencias a largo plazo de las políticas de Trump y el apoyo que recibe del Partido Republicano para ellas son potencialmente peligrosas para la democracia. En el debate de habla alemana, el término hasta ahora solo ha aparecido esporádicamente, principalmente en relación con la crisis de confianza en la política y los medios de comunicación. Luego describe la estrategia de los actores políticos, en su mayoría de derecha, para agitar esta crisis con el fin de sacar provecho de ella. El British Collins English Dictionary nombró a «trumpismo» después de «brexit» como una de sus palabras del año 2016; el término denota tanto la ideología de Trump como su forma característica de hablar.
En Cómo perder un país: los 7 pasos de la democracia a la dictadura, la escritora turca Ece Temelkuran se refiere al trumpismo como un eco de una serie de puntos de vista y tácticas utilizadas por el político turco Recep Tayyip Erdoğan durante su ascenso al poder. Algunos de estos incluyen el populismo de derecha, la demonización de la prensa; subversión de hechos bien establecidos y probados (tanto históricos como científicos); desmantelar los mecanismos judiciales y políticos; hacer que temas sistemáticos como el sexismo o el racismo aparezcan como incidentes aislados; y la elaboración de un ciudadano «ideal».
El experto en ciencias políticas Mark Blyth y su colega Jonathan Hopkin también ven fuertes similitudes entre el trumpismo y movimientos similares hacia las democracias iliberales en todo el mundo, pero ven que está impulsado no solo por la repulsión, la pérdida y el racismo. Hopkin y Blyth argumentan que la economía global está impulsando el crecimiento de coaliciones neo-nacionalistas tanto de derecha como de izquierda que encuentran seguidores que quieren liberarse de las restricciones impuestas por las élites del establishment al servicio de la economía neoliberal y el globalismo.

### Libros
- Dean, John; Altemeyer, Robert A. (2020). "Chapter 10- National Survey on Authoritarianism". Authoritarian Nightmare: Trump and his Followers [ebook edition]. Brooklyn, NY: Melville House Publishing. ISBN 9781612199061.
- Frum, David. Trumpocracy. New York: Harper. p. 336. ISBN 978-0062796745.
- Dionne, E.J.; Mann, Thomas E.; Ornstein, Norman. One Nation After Trump: A Guide for the Perplexed, the Disillusioned, the Desperate, and the Not-Yet Deported. New York: St. Martin’s Press. p. 384. ISBN 978-1250293633.
- Feldman, Stanley (January 29, 2020). "Authoritarianism, threat, and intolerance". In Borgida; Federico; Miller (eds.). At the Forefront of Political Psychology- Essays in Honor of John L. Sullivan. Taylor & Francis. ISBN 9781000768275.
- Le Bon, Gustave. The crowd: A study of the popular mind. Mineola, New York: Dover Publications. ISBN 0-486-41956-8.
- Money-Kyrle, Roger (2015) [1941]. "The Psychology of Propaganda". In Meltzer, Donald; O’Shaughnessy, Edna (eds.). The Collected Papers of Roger Money-Kyrle. Clunie Press. Money-Kyle describes not a rhetorical pattern of problem-conflict-resolution, but a progression of psychoanalytic states of mind in the three steps: 1) melancholia, 2) paranoia and 3) megalomania.
- Nash, George H. "American Conservatism and the Problem of Populism". In Kimball, Roger (ed.). Vox Populi: The Perils and Promises of Populism.  Nueva York: Encounter Books. p. 216. ISBN 978-1-59403-958-4.
- Sexton, Jared Yates. The People Are Going to Rise Like the Waters Upon Your Shore: A Story of American Rage. Berkeley: Counterpoint Press. p. 198. ISBN 978-1-61902-956-9.
- Smith, David Livingstone (2020). On inhumanity : dehumanization and how to resist it (electronic- epub). New York, NY: Oxford University Press. ISBN 9780190923020.
- Stenner, Karen; Haidt, Jonathan (March 6, 2018). "Authoritarianism is not a momentary madness, but an eternal dynamic within liberal democracies". In Sunstein, C.R. (ed.). Can It Happen Here?- Authoritarianism in America. New York City, NY: Dey Street Books. ISBN 9780062696212.
- Temelkuran, Ece (2019). How to Lose a Country: The 7 Steps from Democracy to Dictatorship. ISBN 9780008340612.
- Woodward, Bob. Fear: Trump in the White House. New York: Simon & Schuster. p. 448. ISBN 978-1-4711-8130-6.

## Artículos
- Assheuer, Thomas (16 de mayo de 2018). "Donald Trump: Das Recht bin ich". Die Zeit (en línea) (in German).
- Blyth, Mark (15 de noviembre de 2016). "Global Trumpism: Why Trump's Victory was 30 Years in the Making and Why It Won't Stop Here". Foreign Affairs.
- Brazile, Donna (28 de agosto de 2020). "Convention shows Republican Party has died and been replaced by Trump Party". Fox News.
- Browning, Christopher R. (25 de octubre de 2018). "The Suffocation of Democracy". The New York Review. 65 (16). ”Trump is not Hitler and Trumpism is not Nazism, but regardless of how the Trump presidency concludes, this is a story unlikely to have a happy ending.”
- Choma, Becky L.; Hanoch, Yaniv (February 2017). "Cognitive ability and authoritarianism: Understanding support for Trump and Clinton". Personality and Individual Differences. 106 (1): 287–291. doi:10.1016/j.paid.2016.10.054.
- "Etymology Corner - Collins Word of the Year 2016". Collins Dictionary. 3 de noviembre de 2016.
- Cornelis, Ilse; Van Hiel, Alain (2015). "Extreme right-wing voting in Western Europe: The role of social-cultural and antiegalitarian attitudes". Political Psychology. 35 (6): 749–760. doi:10.1111/pops.12187.
- Dale, Daniel (28 de agosto de 2020). "Fact check: Trump makes more than 20 false or misleading claims in accepting presidential nomination". CNN. CNN.com. Retrieved 17 de septiembre de 2020.
- Diamond, Jeremy (29 de julio de 2016). "Timeline: Donald Trump's praise for Vladimir Putin". CNN.
- Matthews, Dylan (10 de diciembre de 2015). "I asked 5 fascism experts whether Donald Trump is a fascist. Here's what they said". Vox.
- Feldman, Stanley; Stenner, Karen (28 de junio de 2008). "Perceived threat and authoritarianism". Political Psychology. 18 (4): 741–770. doi:10.1111/0162-895X.00077.
- Finchelstein, Federico (2017). From Fascism to Populism in History. Univ of California Press. pp. 11–13. ISBN 978-0-520-96804-2.
- Finn, Ed (13 de mayo de 2017). "Is Trump a fascist?". The Independent (Newfoundland).
- Fuchs, Christian (2018). "Digital Demagogue: Authoritarian Capitalism in the Age of Trump and Twitter". Pluto Press: 83. JSTOR j.ctt21215dw.8. Table 4.1: Of those whose financial situation became worse since 2012, 78% voted for Trump
- Harwood, John (20 de enero de 2017). "Why Trumpism May Not Endure". The New York Times.
- Hopkin, Jonathan; Blyth, Mark (2020). "Global Trumpism: Understanding Anti-System Politics in Western Democracies". In Vormann, Boris; Weinman, Michael D. (eds.). The Emergence of Illiberalism. Routledge. ISBN 9780367366247.
- Isaac, Jeffrey (November 2017). "Making America Great Again?". Perspectives on Politics. Cambridge University Press.
- Katzenstein, Peter J. (20 de marzo de 2019). "Trumpism is Us". WZB Mitteilungen. Social Science Research Center Berlin. Retrieved 15 de octubre de 2020.
- Kessler, Glenn; Kelly, Meg (10 de enero de 2018). "President Trump has made more than 2,000 false or misleading claims over 355 days". The Washington Post.
- Kuhn, Johannes (2 de septiembre de 2017). "Who moved America to the right". Süddeutsche Zeitung.
- Kuhn, Johannes (17 de julio de 2018). "Trump und Putin: Republikaner üben leichte Kritik". Süddeutsche Zeitung (in German).
- Lebow, David (13 de mayo de 2019). "Trumpism and the Dialectic of Neoliberal Reason". Perspectives on Politics. Cambridge University Press. 17 (2): 380–398. doi:10.1017/S1537592719000434. Retrieved 9 de junio de 2020.
- Leone, Luigi; Desimoni, Marta; Chirumbolo, Antonio (26 de septiembre de 2012). "Interest and expertise moderate the relationship between right-wing attitudes, ideological self-placement and voting". European Journal of Personality. 28 (1): 2–13. doi:10.1002/per.1880.
- Lubbers, Marcel; Scheepers, Peer (7 de diciembre de 2010). "French Front National voting: A micro and macro perspective". Ethnic and Racial Studies. 25 (1): 120–149. doi:10.1080/01419870120112085.
- MacWilliams, Matthew (17 de enero de 2016). "The one weird trait that predicts whether you're a Trump supporter". Politico.
- Marietta, Morgan; Farley, Tyler; Cote, Tyler; Murphy, Paul (2017). "The Rhetorical Psychology of Trumpism". The Forum. De Gruyter. 15 (2): 313–312. doi:10.1515/for-2017-0019.
- Newkirk, Vann R. (15 de marzo de 2016). "Donald Trump, Wrestling Heel". The Atlantic.
- Partington, Richard (7 de julio de 2018). "Trump's trade war: what is it and which products are affected?". The Guardian.
- Pettigrew, Thomas J. (2 de marzo de 2017). "Social Psychological Perspectives on Trump Supporters". Journal of Social and Political Psychology. 5 (1): 107–116. doi:10.5964/jspp.v5i1.750.
- Reicher, Stephen; Haslam, S. Alexander (19 de noviembre de 2016). "The politics of hope: Donald Trump as an entrepreneur of identity". Scientific American. Retrieved 15 de octubre de 2020.
- Reicher, Stephen (4 de mayo de 2017). ""La beauté est dans la rue": Four reasons (or perhaps five) to study crowds". Group and Intergroup relations. doi:10.1177/1368430217712835.
- Rudolf, Peter (2017). "The US under Trump: Potential consequences for transatlantic relations". In Heinemann-Grüder, Andreas (ed.). Peace Report 2017 (pdf). 29. Berlin/ Münster/ Zürich: LIT-Verlag, International Politics. ISBN *9783643909329.
- Seeßlen, Georg (2 de febrero de 2017). "Language attack of the right-wing populists: Trumpets of Trumpism (German:"Trompeten des Trumpismus")". Der Spiegel (in German). Retrieved 15 de octubre de 2020.
- Serwer, Adam. "The Nationalist's Delusion". The Atlantic. Retrieved 20 de noviembre de 2017.
- Smith, Julianne; Townsend, Jim. "NATO in the Age of Trump:What it Can't and Can't Accomplish Absent U.S. Leadership". Foreign Affairs (en línea).
- Swyngedouw, Marc; Ivaldi, Giles (December 2007). "The extreme right utopia in Belgium and France: The ideology of the Flemish Vlaams Blok and the French front national". West European Politics. 24 (3): 1–22. doi:10.1080/01402380108425450.
- Tarnoff, Ben (9 de noviembre de 2016). "The triumph of Trumpism: the new politics that is here to stay". The Guardian.
- Tharoor, Ishaan (11 de julio de 2018). "Trump's NATO trip shows 'America First' is 'America Alone'"". The Washington Post.
- Thompson, Jack (12 de junio de 2017). "Understanding Trumpism: The foreign policy of the new American president" (pdf). Sirius- Journal of Strategic Analysis (en línea). De Gruyter. 1 (2): 109–115. doi:10.1515/sirius-2017-0052. Retrieved 15 de octubre de 2020.
- Van Assche, Jasper; Dhont, Kristof; Pettigrew, Thomas F. (April 2019). "The social‐psychological bases of far‐right support in Europe and the United States". Journal of Community & Applied Social Psychology. doi:10.1002/casp.2407.
- Van Hiel, Alain (March 2012). "A psycho-political profile of party activists and left-wing and right-wing extremists". European Journal of Political Research. 51 (2): 166–203. doi:10.1111/j.1475-6765.2011.01991.x.
- Van Hiel, Alain; Mervielde, Ivan (July 2006). "Explaining conservative beliefs and political preferences: A comparison of social dominance orientation and authoritarianism". Journal of Applied Social Psychology. 32 (5): 965–976. doi:10.1111/j.1559-1816.2002.tb00250.x.
- Zaretsky, Robert (7 de julio de 2016). "Donald Trump and the myth of mobocracy". The Atlantic. Retrieved 15 de octubre de 2020.

- Datos: Q31838499